# James B. Eustis
James Biddle Eustis, född 27 augusti 1834 i New Orleans, Louisiana, död 9 september 1899 i Newport, Rhode Island, var en amerikansk diplomat och politiker (demokrat). Han representerade delstaten Louisiana i USA:s senat 1876-1879 och 1885-1891. Han var USA:s ambassadör i Frankrike 1893-1897.
Eustis avlade 1854 juristexamen vid Harvard Law School och inledde sedan 1856 sin karriär som advokat i New Orleans.
Senator William Pitt Kellogg avgick 1872 efter att ha vunnit guvernörsvalet i Louisiana. Eustis tillträdde först 1876 som Kelloggs efterträdare i och med att senaten hade vägrat att godkänna de två tidigare tillträdande senatorerna William L. McMillen och P.B.S. Pinchback. McMillen hade först valts av en utbrytarfaktion i delstatens lagstiftande församling och valets legitimitet ifrågasattes. Valet av afroamerikanen och tidigare guvernören Pinchback godkändes sedan inte av demokraterna. Att Pinchback nekades tillträde i förmån för Eustis innebar ett steg vidare i riktningen att afroamerikanerna successivt förlorade de medborgerliga rättigheter de hade fått i sydstaterna som följd av amerikanska inbördeskriget.
Eustis kandiderade 1879 till omval men demokraterna nominerade Benjamin F. Jonas i stället. Sex år senare lyckades Eustis besegra Jonas och han tillträdde på nytt som senator för Louisiana. Eustis efterträddes 1891 av Edward Douglass White.
Eustis tillträdde 1893 som ambassadör i Paris. Han efterträddes 1897 av Horace Porter.
Eustis grav finns på Cave Hill Cemetery i Louisville, Kentucky.